# خانقاه علیا (نمین)
خانقاه علیا روستایی زیبا که در استان اردبیل، شهرستان نمین، بخش مرکزی، دهستان ویلکیج شمالی قرار دارد.
این روستا در کنار جاده اردبیل به آستارا قرار داشته و مراتع سرسبز و جنگلی زیبایی دارد که از شمال شرق به جمهوری آذربایجان از جنوب به جنگل فندقلو و از جنوب غربی به روستاهای دودران و خانقاه سفلی متصل میباشد.

## جمعیت
بر اساس سرشماری سال ۱۳۸۵ جمعیت این روستا ۲۰۳ نفر با ۵۶ خانوار بوده‌است.